# Eberhard von Claer
Eberhard von Claer (Lüben, 9. kolovoza 1856. - Langensalza, 28. travnja 1945.) je bio njemački general i vojni zapovjednik. Tijekom Prvog svjetskog rata zapovijedao je XXIV. pričuvnim, te VII. korpusom na Zapadnom bojištu. 

## Vojna karijera
Eberhard von Claer rođen je 9. kolovoza 1856. u Lübenu. U prusku vojsku stupio je kao kadet u travnju 1873. godine služeći u 1. gardijskoj streljačkoj pukovniji u Berlinu. Od listopada 1879. pohađa Prusku vojnu akademiju, te nakon završetka iste, u lipnju 1882., s činom poručnika vraća se na službu u 1. gardijsku streljačku pukovniju. Od travnja 1884. nalazi se na službi u Glavnom stožeru gdje služi iduće dvije godine. Nakon ponovnog povratka u 1. gardijsku streljačku pukovniju, u veljači 1887. postaje pobočnikom u 3. gardijskoj brigadi. U lipnju 1888. promaknut je u čin satnika, te postaje zapovjednikom satnije u 1. gardijskoj streljačkoj pukovniji. Od veljače 1891. služi u ministarstvu rata, te kao pobočnik u Gardijskom korpusu. U prosincu 1893. unaprijeđen je u bojnika, dok u kolovozu 1894. postaje zapovjednikom bojne u 76. pješačkoj pukovniji. Nakon toga od travnja 1897. služi kao zapovjednik bojne u 162. pješačkoj pukovniji, da bi u travnju iduće 1898. godine postao zapovjednikom 9. lovačke bojne kojom zapovijeda do lipnja 1900. kada je premješten na službu u stožer 3. gardijske grenadirske pukovnije.
U srpnju 1900. Claer je promaknut u potpukovnika, da bi dvije godine kasnije, u listopadu 1902., bio unaprijeđen u čin pukovnika. U siječnju 1903. dobiva zapovjedništvo nad 5. gardijskom grenadirskom pukovnijom kojom zapovijeda do veljače 1907. kada postaje zapovjednikom 11. pješačke brigade. U ožujku 1907. promaknut je u general bojnika, da bi tri godine poslije, u ožujku 1910., bio unaprijeđen u čin general poručnika. Mjesec dana poslije promaknuća u travnju postaje zapovjednikom 22. pješačke divizije zamijenivši na tom mjestu Karla von Plettenberga. Navedenom divizijom zapovijeda do lipnja 1911. kada preuzima zapovjedništvo nad 11. pješačkom divizijom smještenom u Breslau. U travnju 1913. postaje glavnim inspektorom za inženjeriju i utvrde na kojem položaju dočekuje i početak Prvog svjetskog rata. U međuvremenu je, u ožujku 1914., promaknut u čin generala pješaštva.

## Prvi svjetski rat
Mjesec dana nakon početka rata Claer postaje zapovjednikom novoformiranog XXIV. pričuvnog korpusa. Navedenim korpusom međutim, zapovijeda svega dva tjedna jer sredinom rujna 1914. preuzima zapovjedništvo nad VII. korpusom zamijenivši na tom mjestu Karla von Einema koji je postao zapovjednikom 3. armije. Zapovijedajući VII. korpusom u sastavu 2. armije sudjeluje u Prvoj bitci na Aisnei, te nakon toga u listopadu u sastavu 6. armije u Bitci kod Arrasa. U lipnju 1915. odlikovan je ordenom Pour le Mérite, te je istog mjeseca premješten na dužnost u Glavni stožer gdje je bio zadužen za inženjeriju. Navedenu dužnost obnaša do srpnja 1916. kada je stavljen na raspolaganje.

## Poslije rata
Claer do kraja rata nije dobio novo zapovjedništvo. Preminuo je 28. travnja 1945. godine u 89. godini života u Langensalzi. 

## Vanjske poveznice
(eng.) Eberhard von Claer na stranici Prussianmachine.com

(njem.) Eberhard von Claer na stranici Deutschland14-18.de